# Przysieka Stara (stacja kolejowa)
Przysieka Stara – przystanek kolejowy, niegdyś stacja kolejowa w Starej Przysiece, w województwie wielkopolskim, w Polsce. Budynek stacyjny jest całkowicie zrujnowany. Czynny jest natomiast budynek nastawni, znajdujący się przy północnej głowicy stacyjnej.

## Ruch pasażerski
| Rok  | Wymiana pasażerska na dobę |
| ---- | -------------------------- |
| 2017 | 200-299                    |
| 2022 | 200-299                    |